# Szextáns csillagkép
A Szextáns (latin: Sextans) egy csillagkép.

## Története, mitológia
Ókori megfelelője nincsen, a csillagképet Johannes Hevelius jelölte ki 1690-ben.
Ez a konstelláció egyke azoknak, amelyeket Hevelius a Prodromus Astronomiae című munkájában vezetett be azzal az indokkal, hogy a csillagképeknek nem volt nemzetközileg elfogadott határa, ezért a még üresen álló helyeket kis csillagképekkel ki kellett tölteni.

## Látnivalók

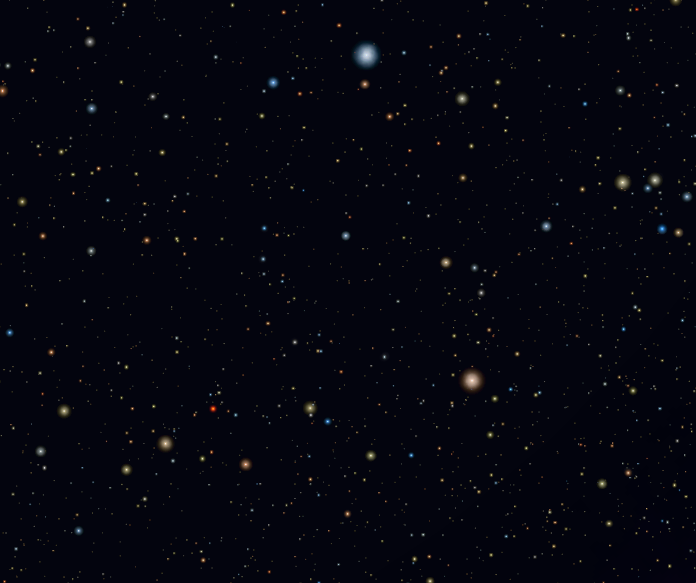
A Szextáns csillagkép

### Csillagok
- α Sextantis: A Naptól 270 fényévre lévő, 4m,5 magnitúdós csillag
- β Sextantis: ötödrendű, mintegy 365 fényévnyi távolságra lévő csillag
- γ Sextantis: kék színű, ötödrendű csillag, a távolsága 230 fényév, az abszolút fényessége 0M,9.
- 17-18 Sextantis: két, hatodrendű csillagból álló kettős, az egyikük színe narancsvörös, a másikuké kékesfehér. Az összetevők látcsővel is megfigyelhetőek.

### Mélyégobjektumok
- NGC 3115 elliptikus galaxis